# 中野俣村
中野俣村（なかのまたむら）は、かつて新潟県古志郡にあった村。

## 沿革
- 1889年（明治22年）4月1日 - 町村制施行に伴い古志郡東中野俣村、西中野俣村が合併し、中野俣村が発足。
- 1956年（昭和31年）9月30日 - 栃尾市に編入され消滅。